# 스크림상
스크림상(Scream Awards)은 공포, SF, 판타지 영화에 주어지는 상이다.
스크림상은 호러, SF, 판타지 장르의 장편영화에 전념하는 시상식이었다. 원래는 배우를 위한 스크림 퀸과 영웅적 연기상만 있었지만, 인사상은 세 가지 인식 장르의 배우와 여배우를 포함하도록 확대되었다. 만화책 상도 수여되었으며 최근 확대되었다. 스파이크(Spike)에서 방송되었으며 과거에 스파이크 TV 스크림 어워즈(Spike TV Scream Awards)로 브랜드화되었다. 그 후, 이 쇼는 스크림 2009로, 그리고 간단히 스크림(Scream)으로 레이블이 변경되었다. 쇼는 총괄 프로듀서 마이클 레빗(Michael Levitt), 신디 레빗(Cindy Levitt) 및 케시 패터슨(Casey Patterson)이 제작했다.
스크림상 시상식은 2011년 이후 중단되었다.

## 같이 보기
- 새턴상